# Saint-Sauveur-la-Sagne

Saint-Sauveur-la-Sagne este o comună în departamentul Puy-de-Dôme, Franța. În 1 ianuarie 2022 avea o populație de 83 de locuitori.